# Distretto di Of
Il distretto di Of (in turco Of ilçesi; in greco περιοχὴ Ὄφεως (τοῦ Πόντου)?periochḕ Ópheōs (toû Póntou)) è un distretto della provincia di Trebisonda, in Turchia.

## Vicegovernatori
Di seguito l'elenco dei vicegovernatori del distretto:
- ... (...-1936)
- Mahmut Burluk (1936-1939)
- Kamil İnkaya (1939)
- Süleyman Sakgur (1939-1941)
- İ. Besim Bakus (1941-1942)
- Baki Kankılıç (1942-1943)
- Sadık Güneş (1943-1944)
- Sahabettin Gedik (1944-1945)
- Lütfü Karayün (1946-1947)
- Muzaffer Çağlar (1947-1952)
- Naci Bozkurt (1952)
- Hüseyin Aydemir (1952-1956)
- M. Ali Şen, come vice-kâymakam (1956)
- Mithat Vardal (1956-1957)
- Cemil Akıncı, come vice-kâymakam (1957)
- Muammet Durak (1957-1960)
- Mecit Sönmez (1960-1962)
- Hüsnü Tuğlu, come vice-kâymakam (1962)
- İlhan Erenel (1962-1964)
- Mehmet Sağlam, come vice-kâymakam (1964-1965)
- Alaaddin Turhan, come vice-kâymakam (1965-1965)
- Zeki Özeren (1965-1968)
- Dursun Toprak (1968-1968)
- Orhan Aykan (1968-1970)
- Nejat Efeoğlu (1970-1972)
- Ünver Ünal (1972-1974)
- Taykan Ataman, come vice-kâymakam (1974)
- Mahmut Yılbaş (1974-1975)
- Mehmet Asım Hacımustafaoğlu (1976-1979)
- Halil Tiryaki (1979-1980)
- Turan Çataloğlu (1980-1981)
- Ali Bezirgan, come vice-kâymakam (1981)
- Aslan Yıldırım (1981-1984)
- Cumhur Çilesiz, come vice-kâymakam (1984-1985)
- Rıfat Çalışır (1985-1988)
- Cemal Yıldız, come vice-kâymakam (1988-1989)
- Alim Barut (1989-1990)
- Kazım Karabulut, come vice-kâymakam (1990)
- Mevlüt Kurban (1990-1992)
- Şentürk Uzun, come vice-kâymakam (1992)
- Mustafa Tüysüzoğlu (1992-1995)
- Nurettin Yılmaz (1995-2000)
- Selami Işık, come vice-kâymakam (2000)
- Hüseyin Güney, come vice-kâymakam (2000)
- Bülent Kılınç (2000-2003)
- Bülent Tekeoğlu, come vice-kâymakam (2003)
- Mehmet Cengiz Yücedal (2003-2008)
- Tuncay Sonel (2008-2012)
- Eren Arslan (2012-...)